# Conrad Grünenberg

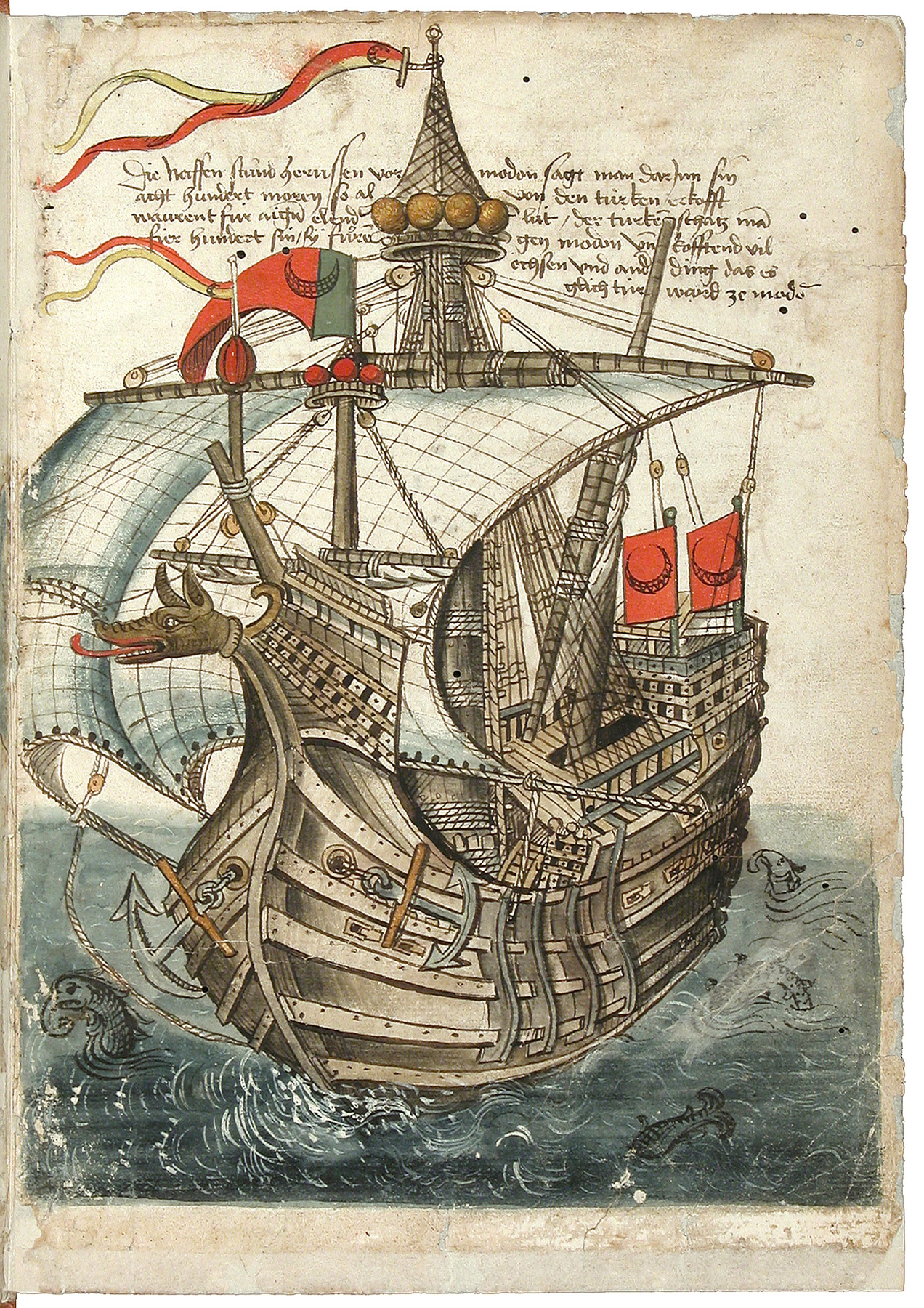
Auf der Heimfahrt von Jaffa nach Venedig

Konrad Grünembergs Wappen

Conrad Grünenberg (auch Konrad Grünemberg; † 1494) war ein bedeutender Bürger und Ritter aus Konstanz. Bekannt ist er für das nach ihm benannte Grünenberg-Wappenbuch, das als eines der wichtigsten Wappenbücher des Mittelalters gilt.

## Leben
Genaue Lebensdaten sind, außer seinem Sterbejahr 1494, nicht bekannt. Sein Vater, der ebenfalls Konrad Grünenberg hieß, war ein wohlhabendes Mitglied der Zunft der Kaufleute, saß 1454 bis 1462 im Stadtrat und wurde mehrmals Bürgermeister. Im Jahr 1441 wird Konrad Grünenberg (wahrscheinlich der Vater) als „Baumeister“ (Aufseher über städtische Bauarbeiten) erwähnt. Erstmals 1474 ist eindeutig der jüngere Konrad Grünenberg als Inhaber eines städtischen Amts (nämlich als Münzmeister) nachgewiesen.
Im Jahr 1465 unterstützte Kaiser Friedrich III. ihn und seinen Bruder Hans beim Austritt aus der Zunft und Wechsel in die Gesellschaft „Zur Katz“; in diesem Zusammenhang erwähnt Friedrich, dass Konrad Grünenberg ihm schon längere Zeit gedient habe. Erstmals 1485 wird Konrad Grünenberg in einer Steuerliste „Ritter“ genannt. Ab 22. April 1486 war er auf einer 22 Wochen dauernden Wallfahrt in das Heilige Land und wurde in Jerusalem zum Ritter vom Heiligen Grab geschlagen.
In den 1480er Jahren verfasste Grünenberg das nach ihm benannte Wappenbuch, einen Reisebericht über seine Pilgerfahrt und die sogenannte Österreichische Wappenchronik. Neun erhaltene Handschriften des Wappenbuchs sind bekannt.
In einer Handschrift seines Wappenbuchs und in seinem Reisebericht ist das Wappen Grünenbergs mit unterschiedlichen Beizeichen dargestellt, unter anderem dem Jerusalemkreuz, dem halben Rad der Hl. Katharina, dem Abzeichen des Kannenordens von Aragon, dem des Schwertordens von Zypern und einem Georgsorden, der zum Teil mit dem habsburgischen St. Georgs-Orden identifiziert wurde.

## Werke
- Wappenbuch (nach 1486)
  - Für Handschriften und Digitalisate siehe die Blogposts auf Heraldica Nova und den → Hauptartikel: Grünenberg-Wappenbuch
  - Wichtiges Faksimile: R. Graf von Stillfried-Alcantara, Ad. M. Hildebrandt (Hrsg.): Des Conrad Grünenberg, Ritters und Burgers zu Costenz, Wappenbuch. Volbracht am nünden Tag des Abrellen do man zalt tusend vierhundert drü und achtzig jar. In Farbendruck neu herausgegeben. Starke, Görlitz 1875–1884, (als Faksimile, Saarbrücken 2009). Digitalisat
- Reisebericht (nach 1486)
  - Zwei Handschriften (beide um 1490 entstanden):
    - Karlsruhe, Badische Landesbibliothek, Cod. St. Peter pap. 32 (Digitalisat).
    - Gotha, Forschungsbibliothek, Chart. A 541 (Digitalisat).

  - Johann Goldfriedrich, Walter Fränzel (Hrsg.): Ritter Grünembergs Pilgerfahrt ins Heilige Land 1486. Mit 24 Nachbildungen der Handzeichnungen Grünembergs. Voigtländer, Leipzig 1912, (Voigtländers Quellenbücher 18), (als Faksimile, Saarbrücken 2009).
  - Moderne Edition: Andrea Denke: Konrad Grünembergs Pilgerreise ins Heilige Land 1486. Untersuchung, Edition und Kommentar. Böhlau, Köln 2010, ISBN 978-3-412-20608-6.
- Österreichische Wappenchronik
  - Einzige Handschrift: Haus-, Hof- und Staatsarchiv Wien, Hs. rot 1 (Digitalisat). Enthält etwa 84 Wappendarstellungen, Phantasiewappen und Wappen von österreichischen Adligen, entstanden 1482 oder 1492.[5]